# 사회주의통일당 (핀란드)
사회주의통일당(핀란드어: Sosialistinen Yhtenäisyyspuolue; SYP 소시알리스티넨 위흐테내이쉬스푸올루에[*])은 핀란드의 좌익 정당이었다. 1946년 3월 핀란드 사회민주당 출신 사람들이 공산주의자들이 장악한 핀란드 인민민주동맹(SKDL) 안에서 작업해 보려고 창당했다. SYP는 소속 정치인들의 이름값 때문에 어느정도 알려지긴 했지만 다수당을 점한 적은 한 번도 없다. 1955년 SKDL에서 탈퇴했고 곧이어 해산되었다.
사회주의통일당 창당 발기인에는 1941년 여름 계속전쟁이 시작되기 전인 1940년 사민당에서 출당당한 소위 "사회주의자 6인(kuutoset)", 그리고 전쟁 이후 사민당에서 탈당한 "평화야당(Rauhanoppositio)" 등이 포함되어 있었다. 1946년 사민당 의원 두 명이 SYP/SKDL에 입당했다. 하지만 SKDL 안에서 일하던 사회주의자들 일부는 끝까지 SYP에 입당하지 않았다.
SYP의 초대 당 주석은 평화야당 지도자 출신의 야코 빌리암 케토였다. 1948년 아토스 비르타넨이 그 뒤를 이었다. 1955년 비르타넨은 당대회를 열어 SYP가 SKDL과 결별할 것이라고 선언했다. 그러나 이 대회는 다소 미심쩍은 상황에서 진행되었는데, 대회 서기는 비르타넨의 아내였고 헬싱키의 중요 단체인 남부노동자기구 측 대표자들은 한 명도 없는 상황에서 치러진 대회였다. SYP의 지도적 인물들 대부분은 대회 결과를 무시하고 SKDL에 남았다.